# Los tres entierros de Melquiades Estrada
Los tres entierros de Melquiades Estrada (The Three Burials of Melquiades Estrada) es una película dramática de 2005 dirigida por Tommy Lee Jones y escrita por el guionista mexicano Guillermo Arriaga. Supone el debut de Tommy Lee Jones en la realización cinematográfica, tras la producción televisiva The Good Old Boys. Está protagonizada por el propio Tommy Lee Jones, Barry Pepper y Julio Cedillo. La película tiene escenas retrospectivas y en ocasiones el mismo evento es mostrado dos veces, aunque desde diferentes perspectivas.
El largometraje se estrenó el 20 de mayo de 2005 en el Festival de Cannes, donde recibió los galardones a mejor guion y mejor actor.

## Sinopsis
El mexicano Melquiades Estrada (Julio Cedillo) muere a causa de un disparo en la frontera de Estados Unidos a manos del agente de la Patrulla Fronteriza Mike Norton (Barry Pepper) y es enterrado, primero en el desierto del oeste de Texas y después en un cementerio local. Su mejor amigo Pete (Tommy Lee Jones) secuestra a Mike y lo fuerza a desenterrar el cadáver, iniciando un viaje a caballo, de forma quijotesca y peligrosa, para enterrar -por tercera vez- a su mejor amigo en un lugar del que Melquiades le habló en varias ocasiones.

## Reparto
- Tommy Lee Jones: Pete Perkins.
- Barry Pepper: Mike Norton.
- Cecilia Suárez: Rosa.
- January Jones: Lou Ann Norton.
- Dwight Yoakam: Belmont.
- Melissa Leo: Rachel.
- Levon Helm: anciano ciego.
- Gustavo Sánchez Parra: Tomás.
- Mel Rodriguez: el capitán Gómez.
- Vanessa Bauche: Mariana.
- Richard Andrew Jones: Bob.
- Julio César Cedillo: Melquiades Estrada.
- Ignacio Guadalupe: Lucio.

## Premios y nominaciones
| Fecha                       | Premio                                  | Categoría                      | Receptor(es)      | Resultado |
| --------------------------- | --------------------------------------- | ------------------------------ | ----------------- | --------- |
| Mayo de 2005                | Festival de Cannes                      | Palma de Oro                   |                   | Nominada  |
| Mayo de 2005                | Festival de Cannes                      | Mejor interpretación masculina | Tommy Lee Jones   | Ganador   |
| Mayo de 2005                | Festival de Cannes                      | Mejor guion                    | Guillermo Arriaga | Ganador   |
| Octubre de 2005             | Festival Internacional de Cine de Gante | Grand Prix                     |                   | Ganadora  |
| Noviembre-diciembre de 2005 | Camerimage                              | Rana de oro                    | Chris Menges      | Nominada  |
| Diciembre de 2005           | Premios Satellite                       | Mejor actor                    | Tommy Lee Jones   | Nominado  |